# Tokyo Midtown

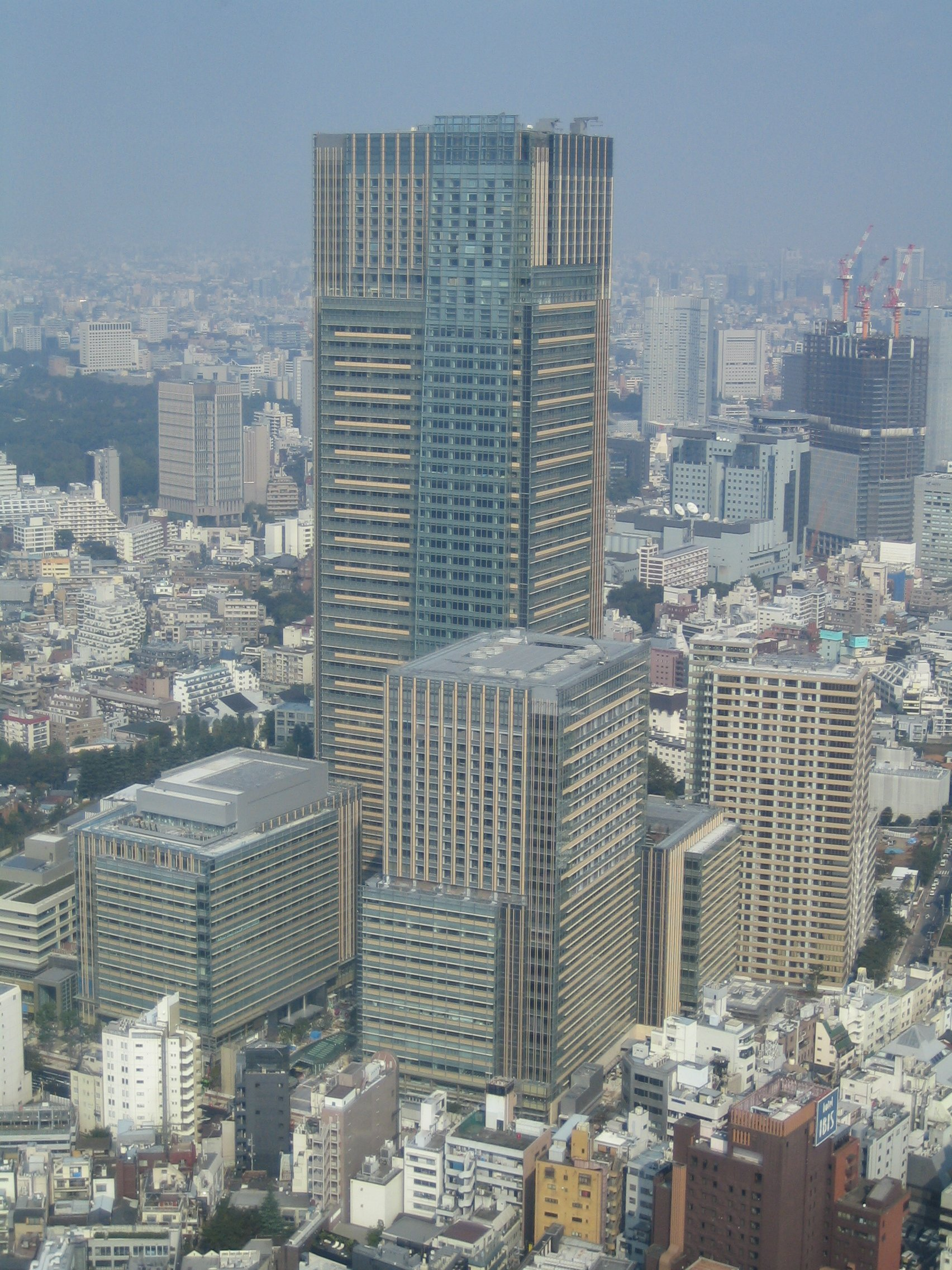
Tokyo Midtown

Tokyo Midtown (japanisch 東京ミッドタウン Tōkyō Middotaun) ist ein Gebäudekomplex im Tokioter Bezirk Minato, der im März 2007 fertiggestellt wurde. Der dazugehörige Midtown Tower ist mit 248 m Höhe und 54 Etagen einer der höchsten Wolkenkratzer in Tokio.
Insgesamt besteht der Komplex Tokyo Midtown aus sechs Gebäuden, die auf einem nur sieben Hektar großen Grundstück errichtet wurden. In diesen Gebäuden sind sowohl Büros, ein Hotel, Wohnungen, zahlreiche Einkaufsmöglichkeiten sowie Restaurants untergebracht. Das Ensemble gilt schon heute weltweit als eines der gelungensten städtebaulichen Implantate, vergleichbar dem Rockefeller Center in New York City.
Geographisch und nach der Postadresse liegt er am Südrand des Stadtteils Akasaka; wegen seiner Nähe zum U-Bahnhof Roppongi wird er aber oft dem Viertel Roppongi zugerechnet. Über die U-Bahnen der Toei Ōedo-Linie (E23) und der Tokyo Metro Hibiya-Linie (H04) ist Tokyo Midtown unterirdisch an das Nahverkehrsnetz angebunden.

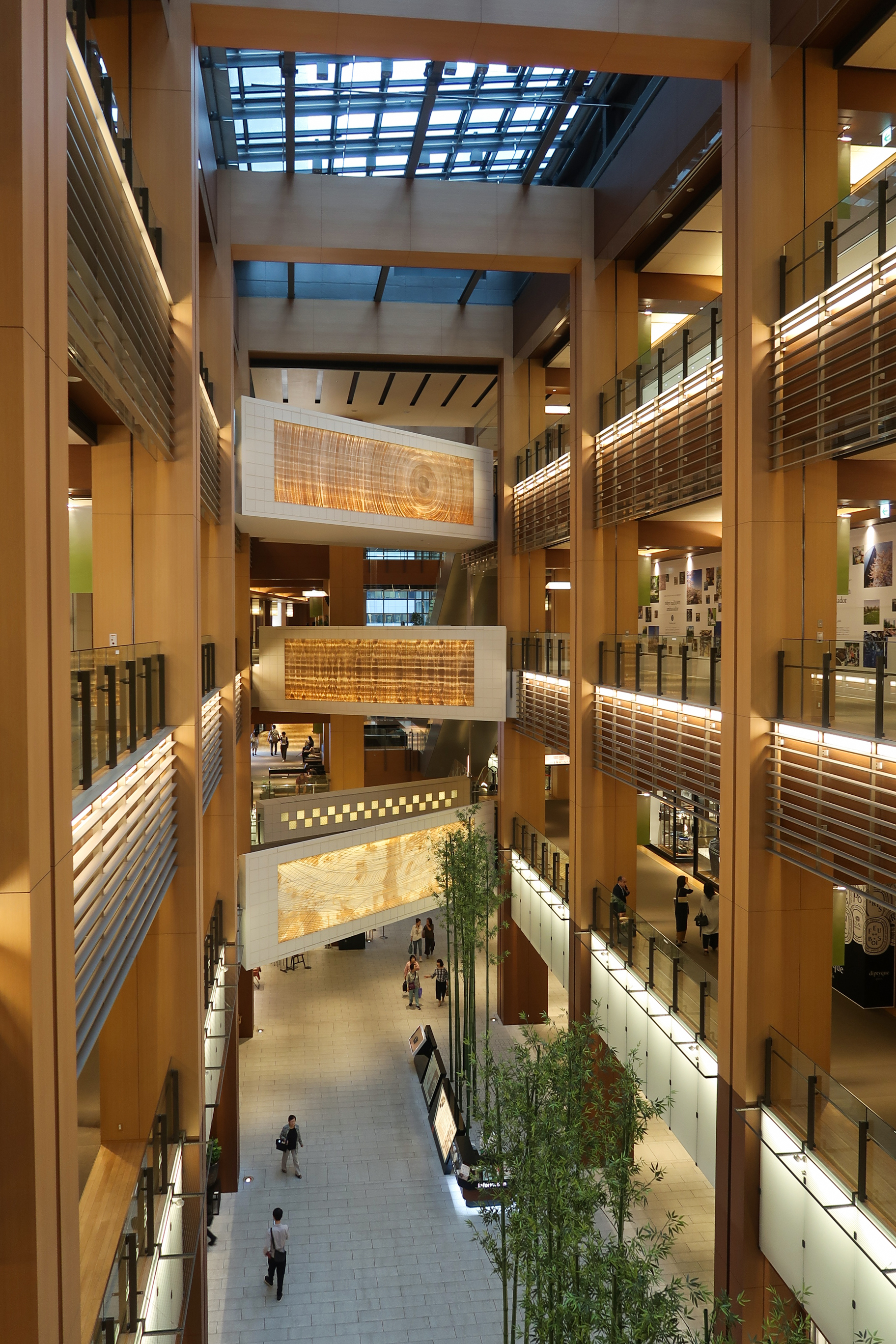
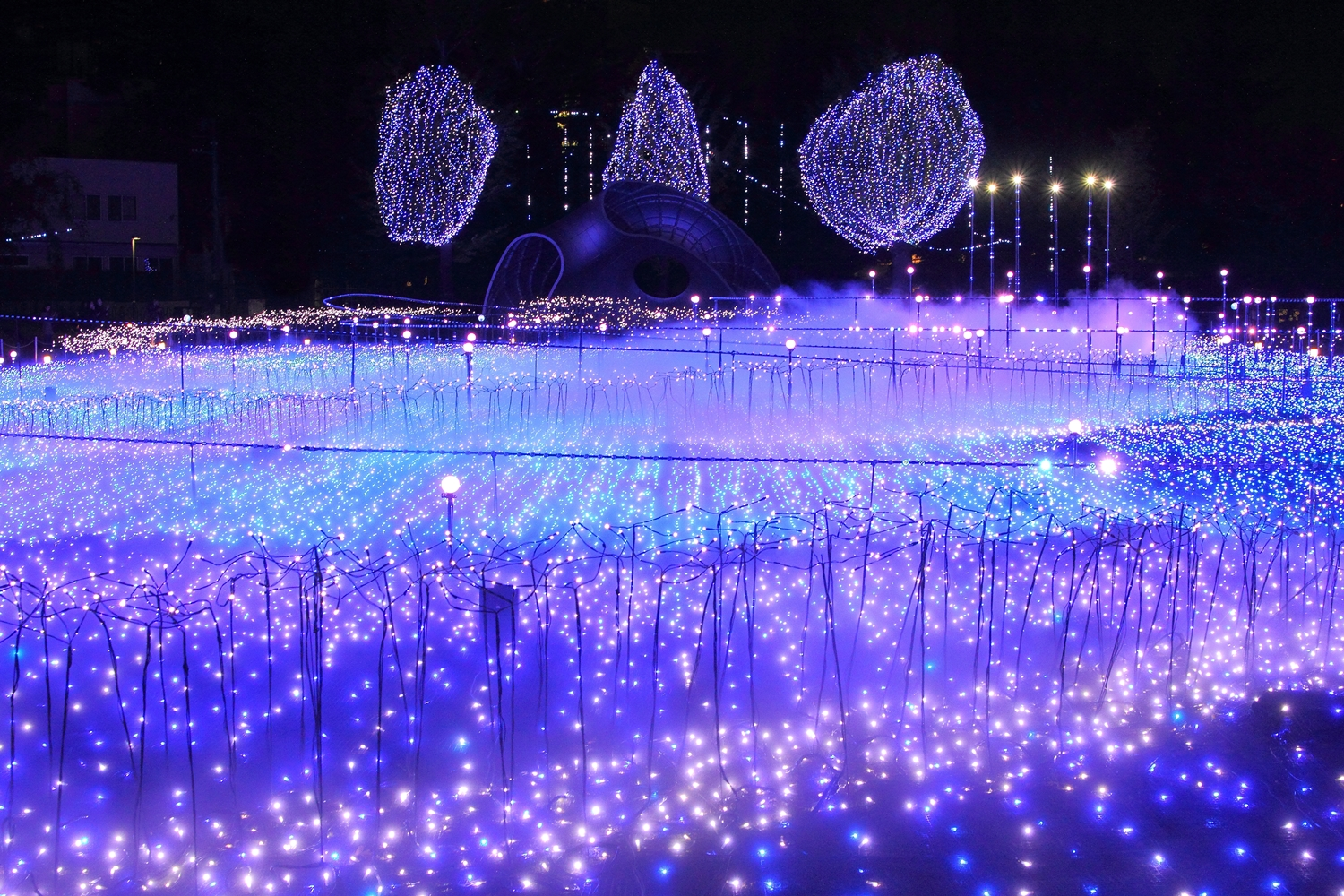
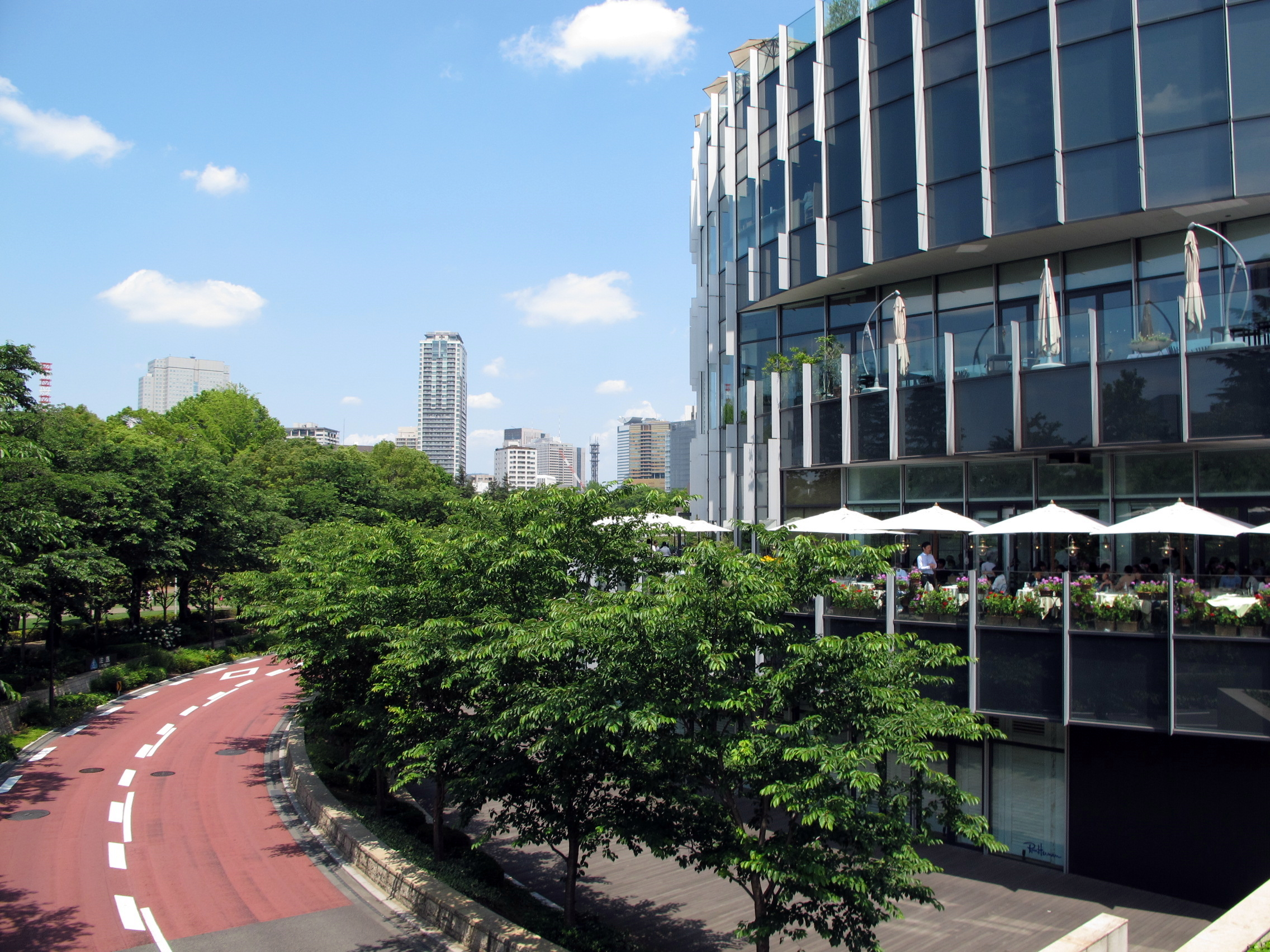